# Степное (Карасуский район)
Степное (каз. Степное) — село в Карасуском районе Костанайской области Казахстана. Входит в состав Айдарлинского сельского округа.

## География
Находится примерно в 43 км к югу от районного центра, села Карасу.

## История
До 2010 года село являлось административным центром и единственным населённым пунктом Степновского сельского округа.

## Население
В 1999 году население села составляло 919 человек (464 мужчины и 455 женщин). По данным переписи 2009 года, в селе проживали 433 человека (215 мужчин и 218 женщин).

## Известные жители и уроженцы
- Степанов, Иван Михайлович (1932—2003) — Герой Социалистического Труда[3].